# Премія «Золота дзиґа» найкращій акторці другого плану
Премія «Золота дзиґа» найкращій акторці другого плану — одна з кінематографічних нагород, яку надає Українська кіноакадемія в рамках Національної кінопремії «Золота дзиґа». Її присуджують найкращій акторці — виконавиці ролі другого плану у фільмі українського виробництва, починаючи з церемонії Першої національної кінопремії 2017 року.
Першим переможцем у цій номінації стала Наталя Васько за виконання ролі другого плану у фільмі «Гніздо горлиці» (реж. Тарас Ткаченко). Премію на церемонії Першої національної кінопремії, що відбулася 20 квітня 2017 року вручив переможцю  член Української кіноакадемії, актор, режисер та сценарист Віктор Андрієнко.

## Переможці та номінанти
Нижче наведено список лауреатів, які отримали цю премію, а також номінанти. ★ Імена переможців виділено окремим кольором

## 2010-ті
| Церемонії   | Фото лауреатки | Акторка                  | Фільм            |
| ----------- | --- | ------------------------ | ---------------- |
| 1-ша (2017) | | ★ Наталя Васько          | «Гніздо горлиці» |
| 1-ша (2017) | • Валентина Заболотна (посмертно) | «Цвях»                   |                  |
| 1-ша (2017) | • Колектив «дівчат-каторжанок» (Марина Кукліна-Май, Ганна Донченко, Ірина Цілик, Вікторія Трофіменко, Оксана та Марина Артеменко, Ярослава Беззабава, Олена Тополь, Дарина Римарєва, Катерина Некрасова) | «Моя бабуся Фані Каплан» |                  |
| 1-ша (2017) | • Дар'я Полуніна | «Кров'янка»              |                  |
| 2-га (2018) | | ★ Ніна Набока            | «Припутні»       |
| 2-га (2018) | • Римма Зюбіна | «Межа»                   |                  |
| 2-га (2018) | • Лариса Руснак | «Стрімголов»             |                  |
| 3-тя (2019) | | ★ Віталіна Біблів        | «Брама»          |
| 3-тя (2019) | • Олеся Жураківська | «Донбас»                 |                  |
| 3-тя (2019) | • Лариса Руснак | «Січень — березень»      |                  |
| 4-та (2020) | | ★ Наталія Сумська        | «Чорний ворон»   |
| 4-та (2020) | • Ірина Веренич-Островська | «Мої думки тихі»         |                  |
| 4-та (2020) | • Катерина Молчанова | «Гуцулка Ксеня»          |                  |
| 4-та (2020) | • Лариса Яценко | «Додому»                 |                  |

## 2020-ті
| Церемонії    | Фото лауреатки      | Акторка                       | Фільм                  |
| ------------ | ------------------- | ----------------------------- | ---------------------- |
| 5-та (2021)  |                     | ★ Оксана Вороніна (посмертно) | «Погані дороги»        |
| 5-та (2021)  | • Ірма Вітовська    | «Казка старого мельника»      |                        |
| 5-та (2021)  | • Юлія Матросова    | «Погані дороги»               |                        |
| 2022         | Не присуджували     | Не присуджували               | Не присуджували        |
| 6-та (2022)* |                     | ★ Лариса Руснак               | «Із зав'язаними очима» |
| 6-та (2022)* | Яна Ісаєнко         | «Стоп-Земля»                  |                        |
| 6-та (2022)* | Олеся Островська    | «Стоп-Земля»                  |                        |
| 6-та (2022)* | Марія Штофа         | «Носоріг»                     |                        |
| 7-ма (2023)  |                     | ★ Олена Хохлаткіна            | «Памфір»               |
| 7-ма (2023)  | Наталка Ворожбит    | «Бачення метелика»            |                        |
| 7-ма (2023)  | Наталія Гнітій      | «Люксембург, Люксембург»      |                        |
| 8-ма (2024)  |                     | ★ Олена Мамчур                | «Ля Палісіада»         |
| 8-ма (2024)  | Ксенія Баша         | «Батько»                      |                        |
| 8-ма (2024)  | Тетяна Круліковська | «Як там Катя?»                |                        |
| 8-ма (2024)  | Кароліна Мруга      | «Уроки толерантності»         |                        |

## Рекорди
- Найбільша кількість номінацій — Лариса Руснак (3) (2018, 2019, 2022)